# AD Lin
AD Lin（1970年—2023年），出生於台灣台北市。台灣女同性戀作家、同志運動者。美國奧克拉荷馬市大學大眾傳播系，美國加州州立大學廣告研究所。AD是AriesDog的簡寫。2023年3月30病逝。

## 作品列表
- 2002年　《握手》，集合出版社。
- 2003年　《冬天的彩虹》，集合出版社。
- 2004年　《踏繪》，集合出版社。
- 2006年　《三十浪》，北極之光出版社。
- 2007年　《掠過指尖的夏日》，【2007夏日的Blog傳說】布克賞。（未出版）
- 2008年　 《Candy Rain 花吃了那女孩》電影小說，好色文化出版，滾石文化發行。
- 2008年　 《紅線》、《三十浪》手機電子書，口袋樂讀製作發行。
- 2009年　 《9288分手事務所》，集合出版社(收錄於《TP不分不想分雙性戀多性戀跨性別不知道搞神秘》)。

## 網路與同運經驗
- 1999年　架設「AriesDog的文字小窩」、「AriesDog with BossaNova」、「笨羊俱樂部」。
- 2000年　架設「La Words-拉子文學連線網」。成為各同志團體幕後外掛義工。
- 2001年　架設「2001台北同玩節」。
- 2002年　架設「2002台北同玩節」、「第四屆資推普查網站」、「拉子連網版」。
- 2003年　架設「台灣同志諮詢熱線」、「HelloNetwork哈囉網絡廣播網」、「Lez Radio 拉子三缺一」、「真情酷兒」、「聲援晶晶書庫「香港男體雜誌」遭不當查扣 -連署版〕、「2003台北同玩節官網」、愛滋感染者權益促進網路廣播節目「紅絲帶的天空」。
- 2004年　「TAIWAN PRiDE 2004 台灣同志大遊行」主持人．
- 2005年　以同志作家身分參加兩性宣導節目『性別萬花筒』座談。「TAIWAN PRiDE 2005 台灣同志大遊行」主持人。
- 2008年　「TAIWAN PRiDE 2008 台灣同志大遊行」主持人。
- 2009年　「TAIWAN PRiDE 2009 台灣同志大遊行」主持人。「Lez Radio 拉子三缺一」網絡廣播節目主持人（2003-2010）。

## 外部連結
- 集合出版社（页面存档备份，存于）
- 台灣同志遊行
- AriesDog的文字小窩